# Amel Nafti
Amel Nafti, née le 30 août 1956 à Tunis, est une femme politique tunisienne.

## Biographie
Amel Nafti décroche un diplôme d'ingénieur travaux de l'Institut national agronomique de Tunisie, avant de devenir ingénieure spécialisée dans le même institut. À partir de 1982, elle travaille au ministère de l'Agriculture en tant qu'ingénieure principale. En 2006, elle devient directrice générale de la production agricole dans ce même ministère. En 2012, elle est chargée de mission au cabinet du ministre de l'Agriculture Mohamed Ben Salem.
Alors qu'elle est directrice générale de la société Groupe Multiservices Agricoles, elle est nommée, le 6 février 2015, secrétaire d'État chargée de la Production agricole, auprès du ministre de l'Agriculture, des Ressources hydrauliques et de la Pêche Saâd Seddik. Elle conserve ce poste jusqu'au remaniement du 12 janvier 2016, lors duquel tous les postes de secrétaires d'État sont supprimés.

## Vie privée
Elle est veuve.